# Poste Air Cargo
Poste Air Cargo, nommée Mistral Air jusqu'au 30 septembre 2019, est une compagnie aérienne italienne de fret et anciennement de passagers dont le siège est à Rome et qui est une filiale à part entière de Poste italiane. Ses hubs sont l'aéroport de Brescia et l'aéroport Leonardo da Vinci – Fiumicino de Rome.
La compagnie aérienne desservait auparavant des services nationaux réguliers et internationaux de passagers nolisés qu'elle a cessés à la mi-2018 tout en se concentrant sur les opérations de fret depuis lors.

## Histoire

Logo Mistral Air, utilisé jusqu'en septembre 2019.

Mistral Air a été créé en 1981 par l'acteur et ancien nageur Bud Spencer et a commencé ses opérations en 1984.
Elle était détenue à 100% par TNT NV jusqu'en mars 2002, date à laquelle TNT a vendu 75% du capital de Poste italiane.
La compagnie aérienne a également été engagée par le Saint-Siège du Vatican pour transporter des pèlerins vers des lieux saints tels que Lourdes, Fátima, Saint-Jacques-de-Compostelle, Medjugorje via Mostar, la Palestine (Terre Sainte), la Pologne et le Mexique. Le premier vol est allé de Rome à Lourdes le 27 août 2007 transportant le vicaire de Rome, le cardinal Camillo Ruini.
En mai 2018, le propriétaire de Poste italiane a annoncé que Mistral Air cesserait désormais tous les vols réguliers de passagers et charter pour se concentrer sur les opérations de fret. La compagnie aérienne est déficitaire depuis des années et a récemment perdu un contrat PSO pour les services intérieurs italiens,.

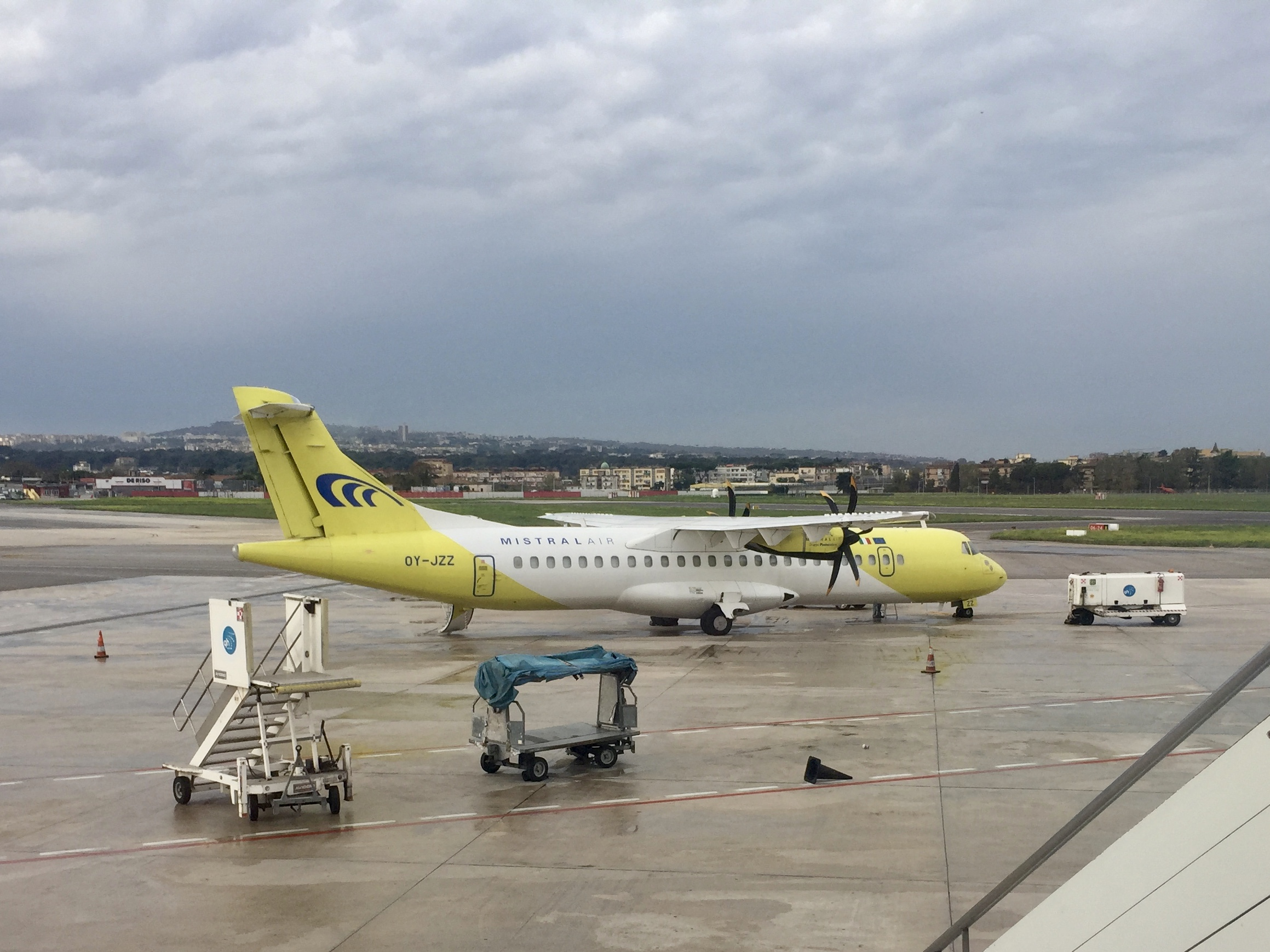
Un ATR 72-500 à l'aéroport de Naples dans la dernière livrée Mistral Air.

Depuis le 1er octobre 2019, Mistral Air a été rebaptisée Poste Air Cargo.

## Destinations
Depuis novembre 2019, Poste Air Cargo exploite des vols cargo réguliers vers huit destinations nationales :   
| Pays   | Ville         | Aéroport                                | Remarques | Réfs |
| ------ | ------------- | --------------------------------------- | --------- | ---- |
| Italie | Bari          | Aéroport de Bari Karol Wojtyła          |           |      |
| Italie | Brescia       | Aéroport de Brescia                     | Hub       |      |
| Italie | Cagliari      | Aéroport de Cagliari Elmas              |           |      |
| Italie | Catane        | Aéroport de Catane Fontanarossa         |           |      |
| Italie | Lamezia Terme | Aéroport international de Lamezia Terme |           |      |
| Italie | Naples        | Aéroport international de Naples        |           |      |
| Italie | Palerme       | Aéroport Falcone Borsellino             |           |      |
| Italie | Rome          | Aéroport Leonardo da Vinci – Fiumicino  | Hub       |      |

Les dernières destinations passagers desservies par Mistral Air étaient Cagliari, Catane, Naples, Palerme, Pérouse, Brescia et Pescara en Italie ainsi que Tirana en Albanie qui ont toutes cessé en août 2018.

## Flotte

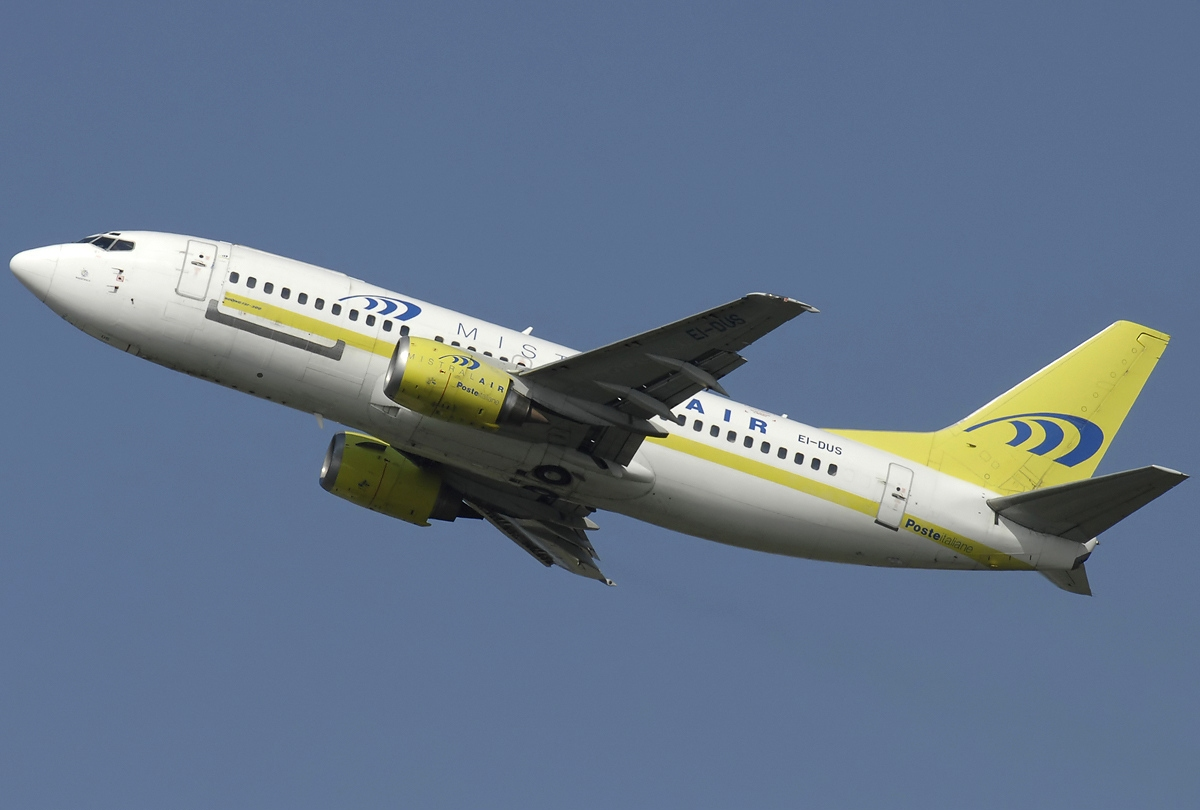
Mistral Air Boeing 737-300QC dans l'ancienne livrée.

Depuis novembre 2020, la flotte de Poste Air Cargo se compose des avions suivants :  